# Sommer-Paralympics 2012/Teilnehmer (Mauritius)
| stlisierte Goldmedaille | stlisierte Silbermedaille | stlisierte Bronzemedaille |
| ----------------------- | ------------------------- | ------------------------- |
| —                       | —                         | —                         |

Mauritius entsandte zu den Paralympischen Sommerspielen 2012 in London zwei Sportler – eine Frau und einen Mann – und nahm somit erstmals an den Paralympischen Spielen teil.

## Teilnehmer nach Sportart

### Leichtathletik
Frauen:
- Patricia Mustapha

### Schwimmen
Männer:
- Scody Victor